# Mussaenda theifera
Mussaenda theifera är en måreväxtart som beskrevs av Jean Baptiste Louis Pierre och Élie Abel Carrière. Mussaenda theifera ingår i släktet Mussaenda och familjen måreväxter. Inga underarter finns listade i Catalogue of Life.